# 최소 기능 제품
최소 기능 제품(Minimum Viable Product, MVP)는 고객의 피드백을 받아 최소한의 기능(features)을 구현한 제품이다.
초기의 MVP는 파워포인트 슬라이드, 비디오, 데모와 같이 단순한 표현으로 정의 될 수 있다. MVP에는 완성도 낮은(low-fidelity) MVP 와 완성도 높은(high-fidelity) MVP로 표현할 수 있다.
완성도 낮은 MVP(Low-fidelity MVP)는 최소한의 기능으로 실제 제품의 형태만을 모방하여 구현된 MVP로, 예를 들면 가입 시 더 많은 정보를 획득하기 위한 랜딩 페이지, cardboard mockup 등이 있다. 고객의 문제에 대한 유효성을 검증하고 피드백을 모으는데 주로 사용된다.
완성도 높은 MVP(High-fidelity MVP)는 실제 제품에 가깝게 구현된 MVP로, 예를 들면 웹사이트에 있어 핵심 기능들을 구현하거나 생산품에 대한 데모 버전으로 실제품에 가까운 형태이다. 일반적으로 고객의 솔루션에 대한 유효성을 검증하고 피드백을 모으는데 주로 사용된다.
MVP를 발표하는 데 초점을 맞춘다는 것은 개발자들이 잠재적으로 길고 불필요한 작업을 피할 수 있다는 것을 의미한다. 대신, 그들은 작업 버전을 반복하고 피드백, 도전 및 제품 요구사항에 대한 검증 가정에 응한다. 이 용어는 2001년 프랭크 로빈슨에 의해 만들어졌고 스티브 블랭크와 에릭 리스에 의해 대중화되었다. 사전에 시장 분석을 수행해야 할 수도 있다. MVP는 사업 가설을 검증하는 맥락에서 적용된 과학적 방법의 실험과 유사하며, 예비 기업가가 제품 또는 사업 아이디어 뒤에 있는 가정을 테스트하여 주어진 사업 아이디어가 실제로 실현 가능하고 수익성이 있는지를 알 수 있도록 활용된다. 이 개념은 제품에 대한 시장의 필요성과 기존 제품의 점진적 개발을 검증하는 데 사용될 수 있다. 시장이 어떻게 반응할지 고객에게 잠재적 비즈니스 모델을 테스트하기 때문에, 조립식 격리된 비즈니스 모델을 실행하는 것보다 잠재적 비즈니스 기회가 어디에 존재하는지 파악하는 데 더 관심이 있는 신생/창업 기업에게 특히 유용하다.
이동수단을 예로 들어보자. 요즘 감염병 때문에 대중교통을 기피한다. 근거리 사무실을 자동차가 아닌 다른 개인이동수단으로 출퇴근하고 싶다. 이 문제를 해결하고 싶은 고객에게 필요한 MVP를 어떻게 제작해야 할까. 첫 번째 MVP는 ‘바퀴달린 보드’ 유형이다. 방향전환 요구에 ‘핸들을 장착한 바퀴달린 보드’를 두 번째 MVP로 제작한다. 속도가 필요하다면 동력을 연결한다. 세 번째 MVP가 요즘 유행하는 ‘전동휠’ 제품이 될 것이다. MVP는 핵심적인 기능만 있는 제품이기 때문에 외관상 조악하고 부실하게 보일 수 있다. 다만 창업자가 구상한 제품 아이디어가 무엇인지 정도만 확인할 수 있으면 된다. 실리콘밸리의 벤처기업가 에릭 리스(Eric Ries)가 처음 사용한 린 스타트업은 소비자에게 제품을 직접 사용해 보도록 해서 어떤 기능을 추가해야 할지 판단한다. 제품 출시 이후에는 고객 피드백이 중요한 역할을 한다. 개선할 수 있는 부분을 정확히 파악하면 적절한 방향으로 수정할 수 있다.

## 설명
실행 가능한 최소 제품은 제품을 효과적으로 구현할 수 있는 핵심 기능만 갖추고 있으며, 그 이상은 없다. 개발자는 일반적으로 제품을 보다 관대하고 피드백을 제공할 가능성이 높으며 초기 프로토타입 또는 마케팅 정보로부터 제품 비전을 파악할 수 있는 얼리 어답터(Early Adaptor)와 같은 가능한 고객의 하위 집합에 배포한다. 이 전략은 고객이 원하지 않는 제품을 만드는 것을 피하고 최소한의 비용으로 고객에 대한 정보를 극대화하려는 것을 목표로 한다. MVP가 비즈니스 가설 테스트를 목표로 하고 검증된 학습이 린 스타트업 방법의 5대 원칙 중 하나이기 때문에 이 기술은 린 스타트업 방법론에 속한다. 이는 기업이 상당한 기간에 걸쳐 세부적인 비즈니스 계획을 수립하는 기존의 "스틸 모드" 제품 개발 방식과 크게 대비된다. 스티브 블랭크는 린 스타트업 접근법의 주요 원칙은 고객에게 제품을 원하는지 또는 제품이 고객의 요구에 부합하는지 물어보고, 가설이 거짓으로 판명될 경우 다른 접근법으로 선회하는 것에 있다고 주장했다. 실질적인 투자가 이루어지기 전에 비즈니스 아이디어를 저렴하게 검증하는 이 접근 방식은 비용을 절감하고, 실험 시 상업적으로 실현 불가능한 것으로 판명된 비즈니스는 쉽게 종료될 수 있기 때문에 위험을 제한할 수 있다. 특히 창업 실패의 주요 원인이 시장 수요 부족인데, 많은 스타트업이 실패하는 것은 많은 사람들이 자신의 제품을 필요로 하지 않기 때문에 초기 투자를 회수할 충분한 수익을 창출할 수 없기 때문이다. 따라서 MVP를 활용하는 것이 잠재 기업가의 제품 시장 수요를 조명한다고 말할 수 있다.
예를 들어, 2015년에 시드니 대학의 전문가들이 농장과 잡초 관리를 자동화하기 위해 리파 로봇을 고안했다. 공개되기 전에, 로봇 프로젝트가 더 발전하기 전에 로봇의 시스템이 농장 식물의 잡초를 감지할 수 있다는 기본적인 가설을 시험했다. 여기서 MVP 방법의 적용은 (로봇이 잡초를 탐지할 수 있다는) 비즈니스 가설을 농장에서 테스트하는 것이며, 성공이 입증되어야만 로봇이 추가 개발을 진행할 수 있다.
"최소한의 실행 가능한 제품은 팀이 최소한의 노력으로 고객에 대한 검증된 최대 학습량을 수집하기 위해 사용하는 신제품 버전이다." 정의의 최대 및 최소 단어 사용은 공식적이지 않음을 의미한다. 어떤 상황에서든 MVP가 무엇을 이해하는지 판단해야 한다. 이러한 모호함 때문에 MVP라는 용어는 의도적이든 무의식적이든 간에, 원형과 같은 제품에서 완전하고 시장성 있는 제품에 이르는 훨씬 광범위한 개념을 지칭하기 위해 일반적으로 사용된다.
MVP는 고객을 대상으로 제품을 만들고 판매하는 전략과 프로세스의 일부가 될 수 있다. 아이디어 생성, 프로토타이핑, 프리젠테이션, 데이터 수집, 분석 및 학습의 반복 프로세스에서 핵심 아티팩트이다. 반복에 소요되는 총 시간을 최소화하고자 한다. 이 프로세스는 바람직한 제품/시장 적합성을 얻거나 제품이 생존 불가능하다고 판단될 때까지 반복된다. Steve Blank는 일반적으로 최소 실행 가능한 제품을 최소 기능 집합이라고 말한다.

### 목적
최소한의 자원의 제품을 가설로 시험한다.
성장을 가속화한다.
낭비 공학시간을 줄인다
초기 고객들에게 가능한 한 빨리 그 제품을 가져온다.
제품 필요한 제작에 건축가의 능력을 확립한다.

### 테스트
테스트는 MVP의 본질이다. 위에서 설명한 것처럼, MVP는 아이디어가 최소한의 비용을 사용하면서 시장 환경에서 작동하는지 여부를 테스트 한다. 이는 혁신(개념이 실제로 작동하지 않는다는 것을 증명하기 전에 막대한 양의 자본이 희생될 필요가 없도록)의 위험을 줄이고 실제 옵션 모델과 같이 시장에서 검증된 점진적인 확장 모델을 허용하기 때문에 유익하다. 아이디어의 재무적 가능성을 시험하는 간단한 방법은 발견 주도형 계획이다. 이 계획은 우선 역소득표(첫째, 당신이 얻고자 하는 수입으로 시작하고, 그 다음에 새로운 발명품이 취할 비용)로 아이디어를 뒷받침하는 가정을 면밀히 검토함으로써 새로운 벤처의 재무적 가능성을 시험한다. 프로젝트가 작동하기 위해 획득해야 하는 수익의 양). 실행 가능한 최소 제품 테스트의 결과는 처음부터 제품을 제조해야 하는지 여부를 나타내는 것을 목표로 한다. 테스트는 초기 문제나 목표를 합리적으로 진전시킬 수 있는 방법으로 해결하는지 여부를 평가한다.

### 마케팅
실행 가능한 최소 제품의 영향을 공개하고 평가하는 것은 제품 아이디어의 생성 직후에 이를 선별하는 데 사용되는 시장 테스트 전략이다. 소프트웨어 개발에서, 출시는 웹 응용 프로그램 개발에 공통적인 빠른 응용 프로그램 개발 도구와 언어에 의해 촉진된다. MVP는 시장에서 제품을 테스트하기 전에 제품을 구현하기 위해 시간과 비용을 조기에 투자하는 기존 시장 테스트 전략과는 다르다. MVP는 대규모 시간과 금전적 투자가 이루어지기 전에 시장이 제품을 원하도록 하기 위한 것이다. MVP는 사용자가 제품의 특징과 미래를 정의할 수 있도록 사용자의 말을 듣는 공개 소스 소프트웨어 방법론인 조기 릴리스와는 다르다. MVP는 제품의 잠재적 미래 고객의 명시적이고 암시적인(간접적인 측정) 피드백에 기초하여 조정되지만 제품 수명 주기 내내 유지되는 제품 비전으로 시작한다.
MVP는 블랭크의 고객 개발 방법론의 일부로 사용될 수 있는 전략으로, 고객의 피드백을 기반으로 지속적인 제품 반복과 개선 작업에 초점을 맞추고 있다. 또한, 존재하지 않는 제품과 특징의 표시는 A/B 시험과 같은 웹 기반 통계 가설 시험을 사용하여 세분화할 수 있다.

### 비즈니스 캔버스 모델
Business Model Canvas는 시작하는 회사의 주요 구성 요소 및 활동을 매핑하는 데 사용된다. 최소 기능 제품은 비즈니스 모델 캔버스의 선택된 구성 요소를 사용하여 설계할 수 있다.
- 고객

비즈니스 모델 캔버스의 고객은 누구에게 가치 제안을 고려하는지 나타낸다. 여기서 최소의 실행 가능한 개념을 활용하면 설문지나 실험 출시 중 선택한 고객 부문이 실제로 해당 제품을 원하는지 여부를 확인할 수 있다. 어떤 방법을 선택하든 MVP를 사용할 때 핵심은 가능한 한 많이 배우면서 비용을 적게 들이는 것이며, 따라서 이 경우 가능한 최소 비용으로 시장을 검증하는 것이다.
- 가치제안

가치 제안은 기업이 고객에게 무엇을 제공하는지, 무엇을 원하는지 또는 어떤 문제를 해결하는지 자세히 설명한다. 이 경우, MVP의 사용은 제품의 기술적 실현 가능성(제품을 사용하여 그러한 가치를 제공할 수 있는지 여부)에 더 초점을 맞출 것이다.
- 채널

비즈니스 모델 캔버스 언어에서 채널은 기업이 고객에게 가치를 제공하는 방식을 말한다. MVP는 여기서 새롭게 제안된 가치 전달 방법(예: 새로운 유통 경로, 공급 사슬의 혁신)이 작동하는지 시험하는 데 사용될 것이다.
- 관계

이름에서 알 수 있듯이, 관계란 기업이 고객이 기대하는 치료와 관리를 제공함으로써 고객을 유치하고 유지하는 방법을 말한다. MVP는 고객이 새로운 관계 구축 방법을 더 잘 이해하고 있는지 여부를 학습하는 데 사용되며, MVP 개념에 맞는 테스트에서는 가능한 한 많은 것을 배우면서 브랜드 지분, 명성 또는 비용을 최소화한다.

### 린스타트업
미국 실리콘밸리 스타트업의 교본 ‘린 스타트업(Lean Startup)’도 MVP 개념을 반영한 것이다. 린 스타트업은 MVP에 대한 시장반응을 보고 다음 제품에 반영하는 것을 반복한다. 극도의 불확실성에서 반복적이고 빠른 개선을 통해 성공확률을 높일 수 있다. 린 스타트업 전략을 쓰면 새로운 문제점을 확인할 수 있다. 단순히 개념이나 문서로만 구상했을 때는 파악하기 어려운 사실을 점검할 수 있는 기회를 제공해 준다. 사업 초기에 구상한 방향성이 잘못되어 전혀 새로운 접근이 필요하다는 사실을 확인하는 경우도 많다. 피드백을 토대로 제품을 개선한다는 전제가 있기 때문에 일단 최소 기능만 갖춘 제품이 완성되면 시장에 출시한다. 시장의 반응을 보며 바꿔가는 것이 훨씬 효율적이다. 린 스타트업과 함께 ‘피벗’(Pivot) 또한 중요하다. 피벗은 신제품 반응이 시장에서 좋지 않을 경우 전략을 바꾸는 것을 말한다. 스타트업의 66%가 당초계획을 변경한다고 한다. 그러나 피벗은 함부로 할 일은 아니다. 지금까지 쌓아온 것을 부정하는 것이기 때문이다. 새로운 고객과 수익성을 위해 제품이나 사업 모델을 변경할 때에는 보다 신중할 필요가 있다.

## 사례

### 에어비앤비

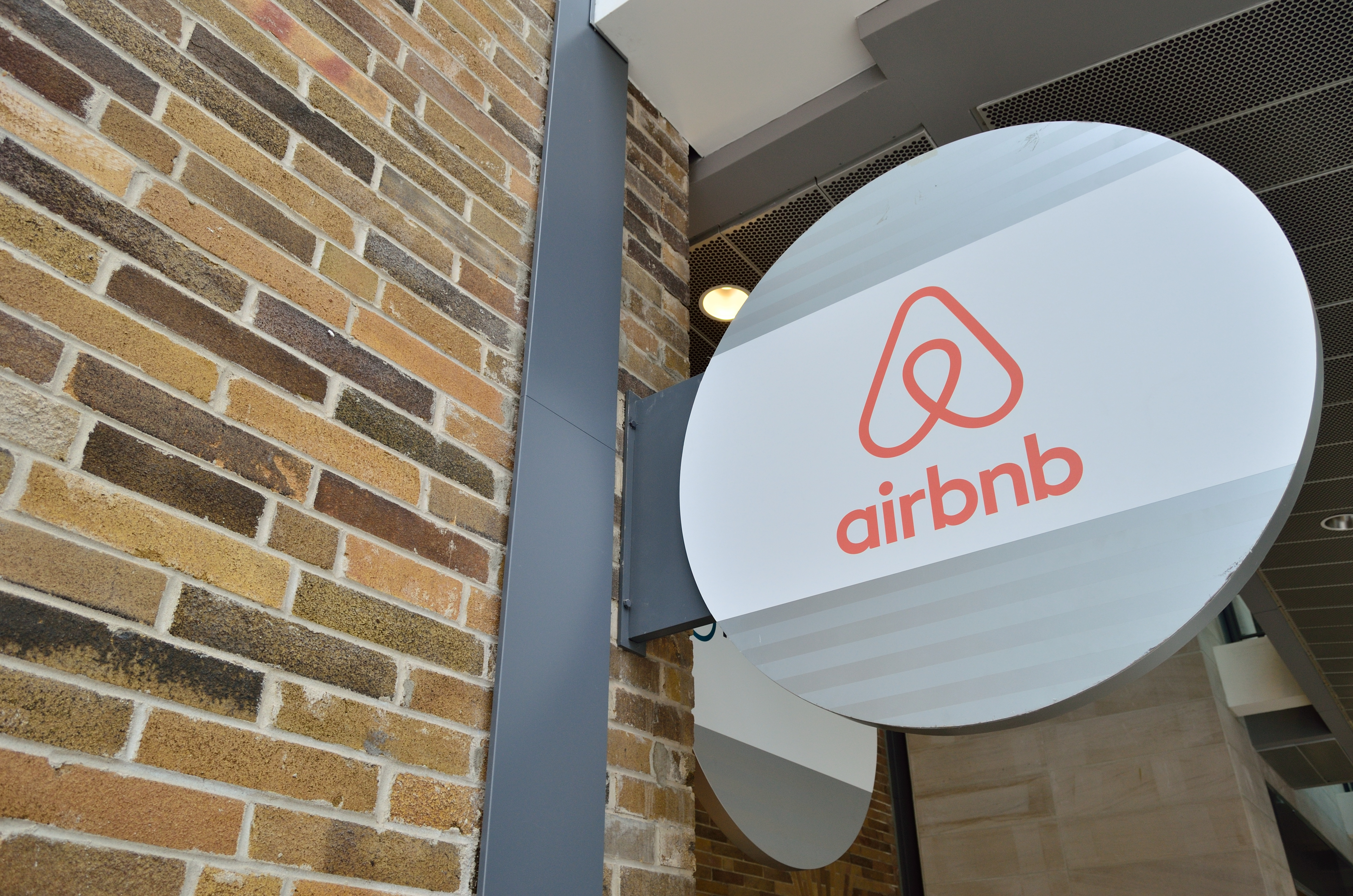
에어비앤비

Airbnb는 2007년 샌프란시스코에서 시작되었다. 창업자인 브라이언 체스키와 조 게비아는 당시 디자인 컨퍼런스 참석을 위해 호텔을 찾고 있던 3명의 디자이너에게 저렴한 비용에 그들의 아파트를 제공했다. 지역에서 미국 산업 디자인 협회(IDSA) 콘퍼런스에서 열리는 기간 중 저렴한 숙소가 충분하지 않다는 것을 찾았고 그들은 당시 직업을 찾고 있는 상태로, 월세를 내는 어려움이 있었기에, 이 월세라도 어떻게 해결해보자는 의도로 본인들의 거실을 임시로 빌려주기로 한 것이다. 그 후 웹 사이트를 만들어 그들의 아파트를 찍어 올리며 숙박 예약을 받았다. 이를 통해 낯선 사람의 집에서 사람들이 기꺼이 묵기를 원한다는 사실을 확인하게 되었고, 지금의 Airbnb가 되었다. 초기 에어비앤비는 비즈니스의 가장 기본 기능에만 충실하게 중점을 뒀다. 물론 그때는 모든 기능을 제공할 만한 리소스 역시 갖고 있지 않았다. 그 기본 기능은 숙소 사진, 위치, 가격, 그리고 호스트 연락 방법이다. 그 당시의 웹사이트의 모습은 현재 에어비앤비 앱의 모양과는 많이 다르다. 처음 버전을 내고 지속적으로 에어비앤비는 사용자 피드백과 경험을 서비스 기능에 반영했다. 예를 들어 체험(experience) 옵션, 어드벤처(adventure) 옵션, 보안 결제, 호스트와의 대화, 슈퍼 호스트 체계, 게스트 리뷰 등은 프로덕트의 부가가치를 높였다. 비즈니스 기회를 파악한 후 매우 빠르게 그 니즈를 시험하기 위한 웹사이트를 만들어 실험했다. 전혀 세련되지 않았고 거실이나 룸쉐어링을 기본 목표로 삼았기에 사진 2–3개 정도가 들어간 웹페이지를 만들었을 뿐이지만, 모든 역량의 초점을 비즈니스 니즈를 파악하고, 고객의 피드백을 받기 위한 MVP에 집중했다. 사용자 경험 데이터와 피드백을 통해서 현재 모습의 앱이 되었고 마켓리더로 자리매김하며 220개 이상의 국가, 10만 도시, 700만 개 숙소를 가진 유니콘으로 성장했다.

### 우버

우버 로고

우버도 두 친구가 파리를 여행 중, 저녁 시간에 택시를 잡는 것이 거의 불가능하다는 사실에서 비즈니스 니즈를 생각해냈다. 모바일 앱을 이용해 리무진 서비스를 해보자는 아이디어 2008년에 도메인(ubercab.com)을 구입하고, 2009년에 우버캡(UberCab) 프로토타입을 만들기 시작, 2010년 5월에 단 3대의 자동차로 샌프란시스코에서 테스트를 시작했다. 이 MVP 모델은 모바일 앱에서 매우 간단하게 몇 번의 터치만으로 리무진 택시 예약이 가능하다는 점에서 처음부터 엄청난 인기를 끌었다. MVP만으로 곧 125만 달러의 투자를 받았다. 초기의 MVP는 앱을 통해 예약을 받고, GPS를 통해 경로 안내를 하고, 신용카드로 결제할 뿐이었다. 매번 고객의 승차가 끝난 후 우버는 매우 적극적으로 사용자 피드백을 받고 빠르게 반영했다.  2012년 우버는 우버엑스(Uber-X)를 새롭게 런칭하면서 MVP에 혁신적인 기능들을 더했다. 예약하기 전 본인의 위치 주위에 우버 드라이버들을 보여주고, 승차요금을 예상하고, 요금을 나누어 낼 수 있게 하면서 모바일 지갑과 연동하고, 드라이버들을 러시아워에 맞게 배치하는 등 지금까지도 모바일 앱으로는 가장 뛰어난 기능과 확장성을 보여줬다. 이 모든 것을 다른 조사 기관을 이용하지 않고 오직 사용자 경험과 피드백을 적극적으로 수용해 반영하는 기업으로 유명하다.

### 스포티파이

스포티파이 로고

스포티파이는 스웨덴에 본사를 둔 음악 스트리밍 서비스의 글로벌 기업이다. 2006년 다니엘 에크(Daniel Ek)와 마틴 로렌존(Martin Lorentzon)은 기존 음악 산업이 인터넷 스트리밍테크놀로지를 사용해 음악을 들으려는 사람들에게는 어떤 솔루션도 제공하지 않는다는 사실과 비즈니스 니즈를 발견했다. 그 후 4개월 만에 그들의 첫 번째 프로토타입인 스포티파이AB(Spotify AB)가 만들어지고, 2007년 베타 버전을 출시했다. 그들이 발견한 사실은 많은 사람이 스트리밍이건 다운로드건 음악을 듣는 것을 매우 좋아하며, 즉흥적으로 음악을 골라서 듣는 경향이 강하다는 사실을 파악했다. 음질이 충분히 좋은 음악을 빠르게 스트리밍으로 제공할 수 있다면 이 시장을 바꿀 수 있다는 실험을 성공적으로 한 것이다. 그들은 사용자들이 지금 선택한 음악이 플레이되는데 본인의 로컬 하드디스크 드라이브에서 재생되는 것처럼 짧은 대기 시간(latency)을 갖도록 하는 데 핵심 가치를 부여했다. 아주 작은 세부 사항이었지만 이것이 핵심 가치였고, 모든 차이를 만들 수 있었다. 그 후 스포티파이는 영향력 있는 베타 테스터를 이용했다. 스웨덴의 영향력 있는 음악 블로거가 경험을 공유하고, 혁신적인 앱에 대한 소식을 전 세계에 부지런히 알렸다. 사용자층이 생기면서 부지런히 사용자경험과 피드백을 제품에 반영하면서 천천히 시장을 확장했다. 프리미엄(freemium) 버전, 음악 공유, 재생 목록, 프리미엄 버전의 오프라인 모드 등 새로운 기능이 추가되었다. 충분히 사용자가 생긴 후 스포티파이 모바일 앱이 개발되었다. 기존의 핵심 가치와 마찬가지로 음악재생에 최소한의 대기시간을 갖도록 한 모바일 앱을 런칭할 수 있었다.

### 애플
세계에서 가장 유명한 브랜드 중 하나인 Apple도 처음 출시되었을 땐 최소한의 것만 갖추고 있었다. 1976년에 애플에서 최초로 출시한 컴퓨터인 Apple 1은 하나의 회로 기판이다. 키보드, 모니터, 케이스조차 없었다.

### Kickstarter
Kickstarter는 전 세계 창작자들이 기금을 모으는 방식을 완전히 바꿔 놓았다. 지금은 확실한 솔루션처럼 보이지만, Kickstarter의 설립자 페리 첸의 아이디어가 출시되기까지 6~7년이 걸렸다.

### 쿠팡
우버 최고기술책임자(CTO)에서 쿠팡으로 이직한 투안 팸 CTO는 지난해 12월 쿠팡의 첫 개발자 콘퍼런스인 ‘리빌 2020’에서 “(쿠팡엔) 실험 문화가 탄탄하게 자리잡고 있다”며 “(새로운 상품과 서비스를 내놓기 위해) 매년 수천 개의 실험을 하고 있으며 속도가 빨라지고 있다”고 말했다. 쿠팡은 이를 “끊임없는 가설의 검증”이라고 규정한다. 쿠팡 관계자는 “새로운 서비스를 전사적으로 확대하기 전에 반드시 MVP(최소기능제품)로 만들어보고 테스트를 거친다”고 설명했다. 쿠팡이츠의 ‘1주문 1배달’ 서비스가 대표적이다. 수많은 실험 끝에 각 지역 맛집은 배달 시간이 길어질수록 가게 명성에 해가 될 것으로 보고 배달을 꺼린다는 점에 착안했다.

## 응용
MVP의 개념은 스타트업과 조직의 다른 측면에 응용된다.

### Minimum viable brand (MVB)
최소 실행 가능한 브랜드(MVB) 개념을 사용하면 브랜드 가설이 전략적 의도와 시장 통찰력에 기초하도록 보장할 수 있다.

### Minimum viable co-founder
최소한의 실행 가능한 제품을 만들기 위해 다른 사람을 찾는 것은 새로운 기업과 스타트업에게 공통된 도전 과제이다.

### Minimum viable team
초기 단계 회사를 가진 창업자들은 최소한의 인력과 비용으로 팀을 구성해야 하는 어려움에 직면해 있다. 이 과정은 특정 회사의 기본 기능(예: 엔지니어, 운영, 재무)을 나열한 다음 회사가 운영해야 하는 추상적인 직무 활동과 기술을 제거하는 것으로 시작된다.

## 비판
일부 연구는 기업들이 경쟁사의 모방 위험을 무릅쓰고 모방에 대한 다른 장벽을 확립하지 않았을 때 MVP의 조기 발매가 회사를 돕는 것보다 더 큰 타격을 줄 수 있다는 것을 보여주었다. 또한 MVP에 대한 부정적인 피드백이 회사의 평판에 부정적인 영향을 미칠 수 있음을 시사했다. 고객이 플랫폼(예: 앱 스토어)을 통해 경쟁 제품 간에 쉽게 전환할 수 있기 때문에 모바일 및 디지털 제품의 많은 개발자들이 MVP를 비판하고 있다. 또한, 예상되는 최소 품질 기준을 제공하지 않는 제품은 더 높은 수준의 품질로 시장에 진입하는 경쟁사보다 열등할 수 있다.
MVP의 한계는 시장에 대한 아이디어를 시험해보려는 접근법에 있다. 사업의 신제품 아이디어는 그들의 테스트로부터 추론할 수 있기 때문에, 그 방법은 지적 재산권의 보호가 제한되고(그리고 제품이 쉽게 모방되는) 환경에 적합하지 않을 수 있다.
MVP 접근 방식에 대한 비판은 몇 가지 새로운 접근법으로 이어졌다. 예를 들어 최소 실행 가능한 실험 MVE(Minimum Viable Experiment MVE)  최소 대박 제품 MAP(Minimum Awesome Product) 등으로 이어졌다.

## 같이 보기
- 린스타트업